# دهستان توپیسا
دهستان توپیسا (به لاتین: Toepisa Gewog) یک دهستان در کشور بوتان است که در ناحیهٔ پوناخا واقع شده‌است.